# هانس باوش
هانس باوش (بالألمانية: Hans Pausch)‏ هو لاعب كرة قدم ألماني، ولد في 9 سبتمبر 1957 في فايدن إن در أوبربفالز في ألمانيا. لعب مع نادي نورنبرغ.

## وصلات خارجية
- هانس باوش على موقع قاعدة بيانات كرة القدم.إي يو (الإنجليزية)
- هانس باوش على موقع بيانات كرة القدم. دي إي (الألمانية)